# Кажихов, Александр Васильевич
Александр Васильевич Кажихов (28 августа 1946 года, село Проскоково, Кемеровская область — 3 ноября 2005 года, Новосибирск) — советский и российский учёный в области математики и механики, преподаватель высшей школы.

## Биография
В 1947 году вместе с родителями переехал в поселок Колывань Новосибирской области, где окончил среднюю школу.
В 1964—1969 годы учился на механико-математическом факультете Новосибирского государственного университета, в этот выпуск НГУ окончили известные в будущем учёные В. М. Тешуков, А. М. Блохин, В. А. Щепановский, В. М. Меньшиков. В 1969—1971 годы — в аспирантуре университета. Ученик В. Н. Монахова. В 1971 году защитил кандидатскую диссертацию, был принят в теоретический отдел Института гидродинамики СО АН СССР, младший научный сотрудник.
Доктор физико-математических наук (1983). Профессор. Главный научный сотрудник.
Область научных интересов — дифференциальные уравнения в частных производных и их гидродинамические приложения, решения уравнений Эйлера несжимаемой жидкости, уравнений Навье — Стокса для сжимаемой вязкой жидкости.
С 1971 году преподавал в НГУ, начав с должности ассистента. В 1986—1991 годы был деканом механико-математического факультета.
Сотрудничал в редколлегиях Journal of Mathematical Fluid Mechanics, Сибирского математического журнала, Вестника НГУ.
Автор монографии, 66 научных статей, нескольких методических пособий. Подготовил 16 кандидатов наук и 4 доктора наук.
Скоропостижно скончался в 2005 году.

## Память

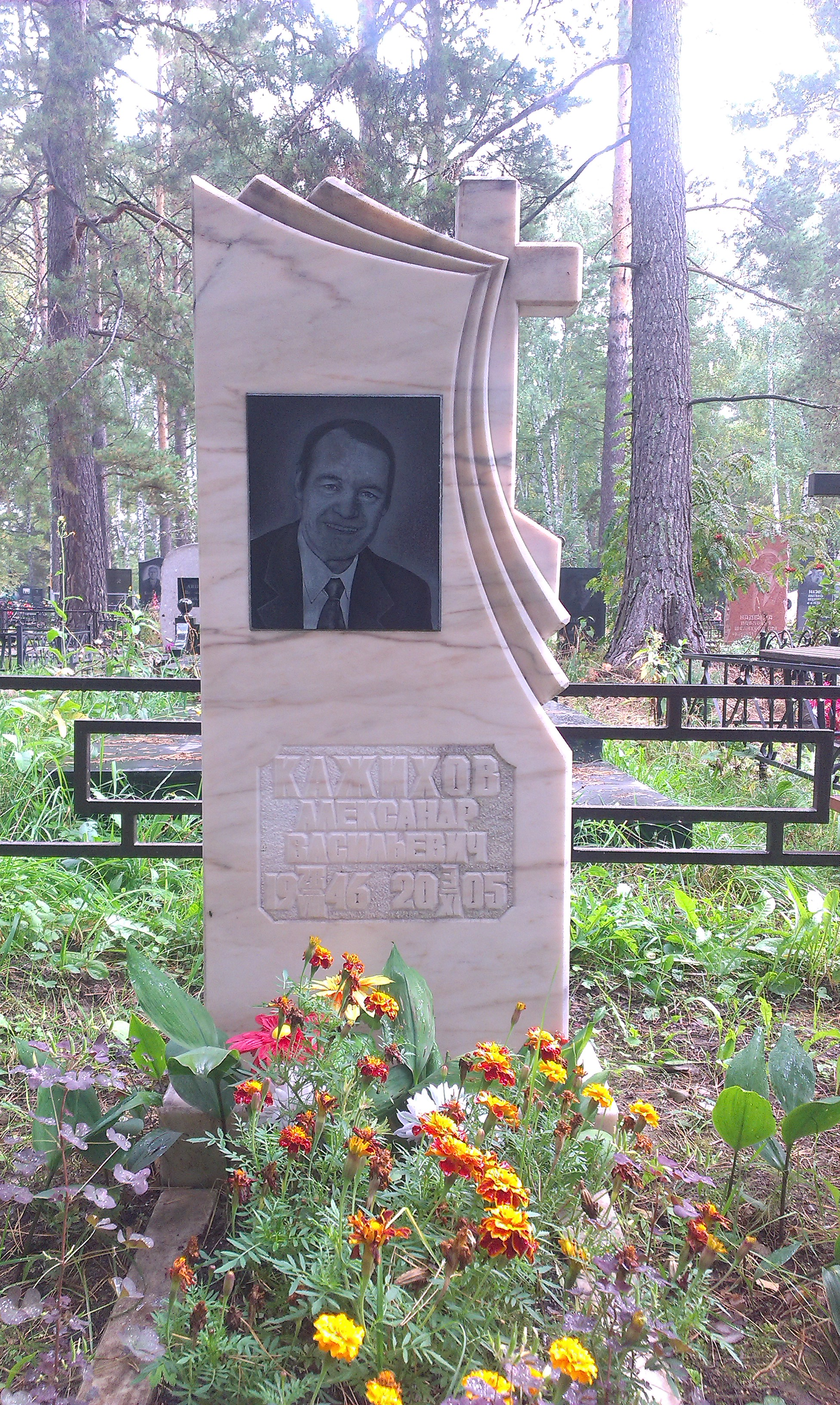
Могила А. Кажихова на Южном кладбище

Похоронен на Южном кладбище Новосибирска.

## Награды
- Лауреат премии Сибирского отделения Российской академии наук (1978, 1984)
- Лауреат премии им. М. А. Лаврентьева РАН (совместно с Т. И. Зеленяком, за 2003 год) — за цикл работ «Развитие новых математических методов в приложениях к механике».